# Лісний (Амурський район)
Лісни́й (рос. Лесной) — селище у складі Амурського району Хабаровського краю, Росія. Входить до складу Литовського сільського поселення.

## Населення
Населення — 335 осіб (2010; 439 у 2002).
Національний склад (станом на 2002 рік):
- росіяни — 69 %
- українці — 28 %